# Mäkelänkangas
Mäkelänkangas är en hed i Finland. Den ligger i Fredrikshamn i landskapet Kymmenedalen, i den södra delen av landet, 120 km öster om huvudstaden Helsingfors.